# ジェーン・モリス

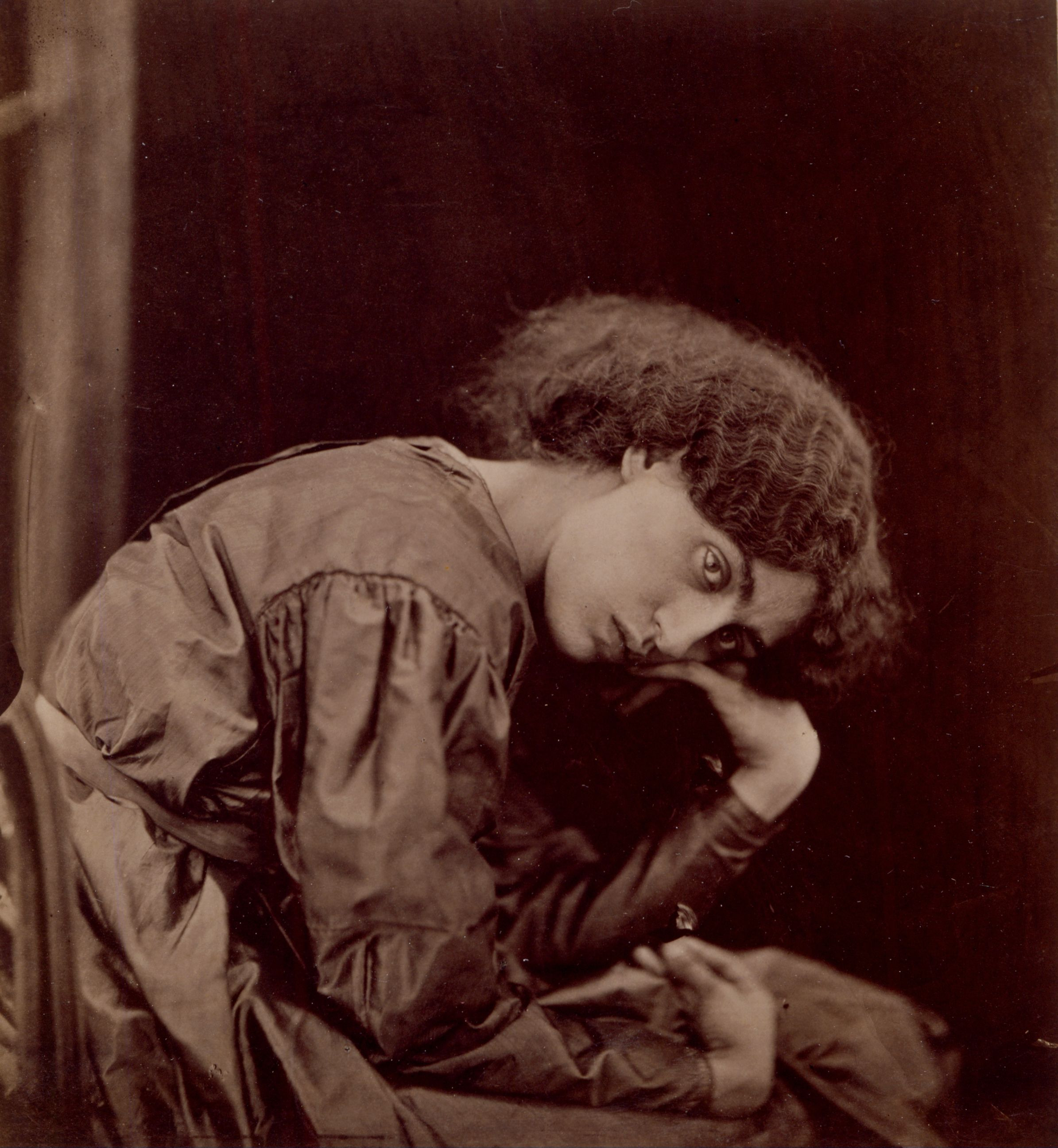
1868年

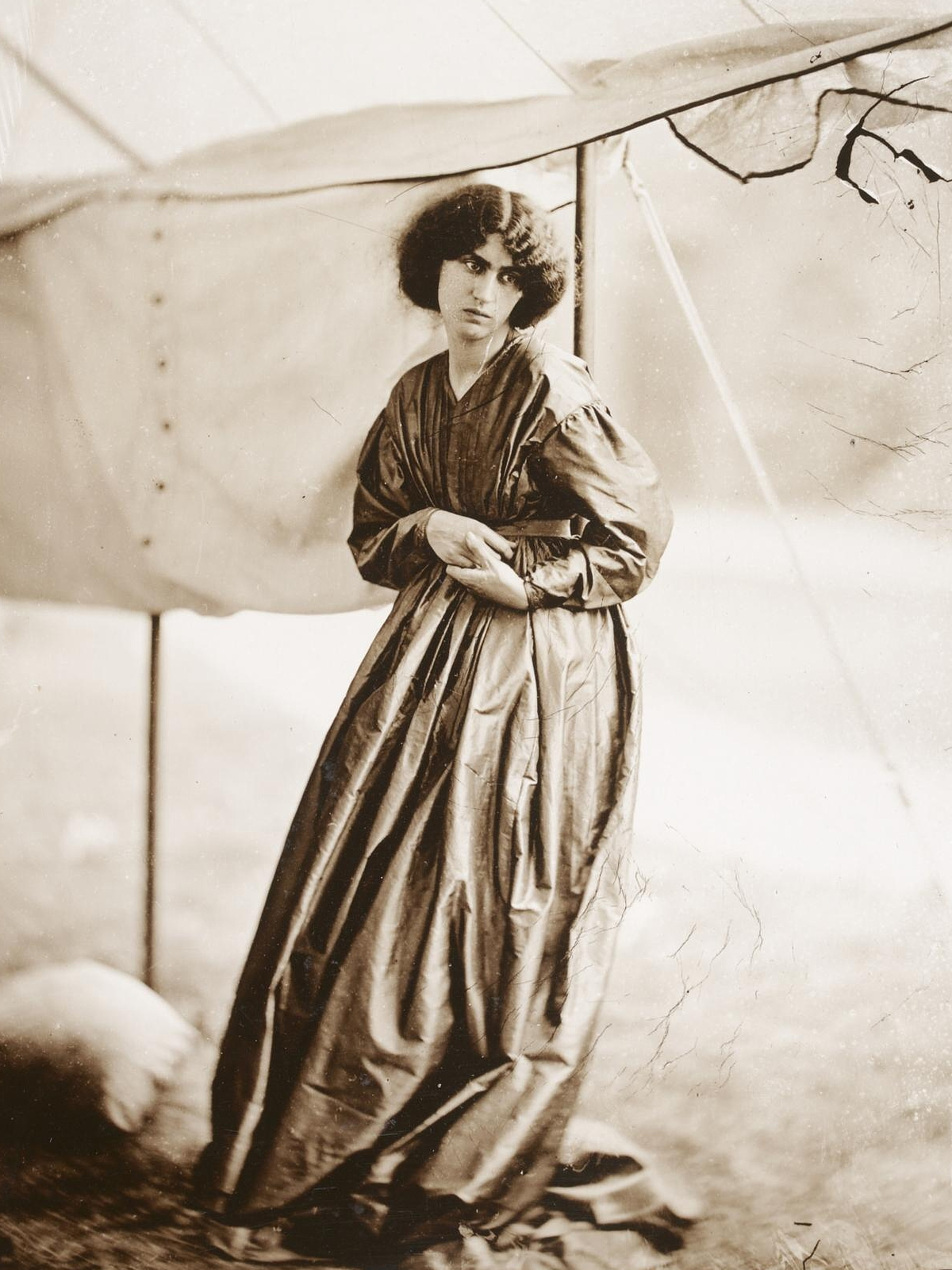
1865年

ジェーン・モリス（Jane Morris, 旧姓バーデン（Burden）, 1839年10月19日 - 1914年1月26日）は、イギリスのアーツ・アンド・クラフツ運動の刺繍家であり、ラファエル前派の美の理想を体現した芸術家のモデルである。夫のウィリアム・モリスやダンテ・ガブリエル・ロセッティのモデルでありミューズであった。妹は刺繍家で教師のエリザベス・バーデン。

## 生涯
ジェーン・バーデンは馬丁のロバート・バーデンとその妻アン・メイジーの娘としてオックスフォードに生れた。ジェーンが生れた頃、両親はオックスフォードのセント・ピーター・イン・ジ・イースト教会の教区内、ホリウェル・ストリート裏手のセント・ヘレンズ・パッセージに住んでいた。この場所にはジェーンの生誕の地であることを示すブルー・プラーク が掲げられている。ジェーンの母アンは教育を受けておらず、召使として奉公するためにオックスフォードに来たものと思われる。アンの幼少時について詳細は明らかでないが、極貧の中に育ったことは確かである。

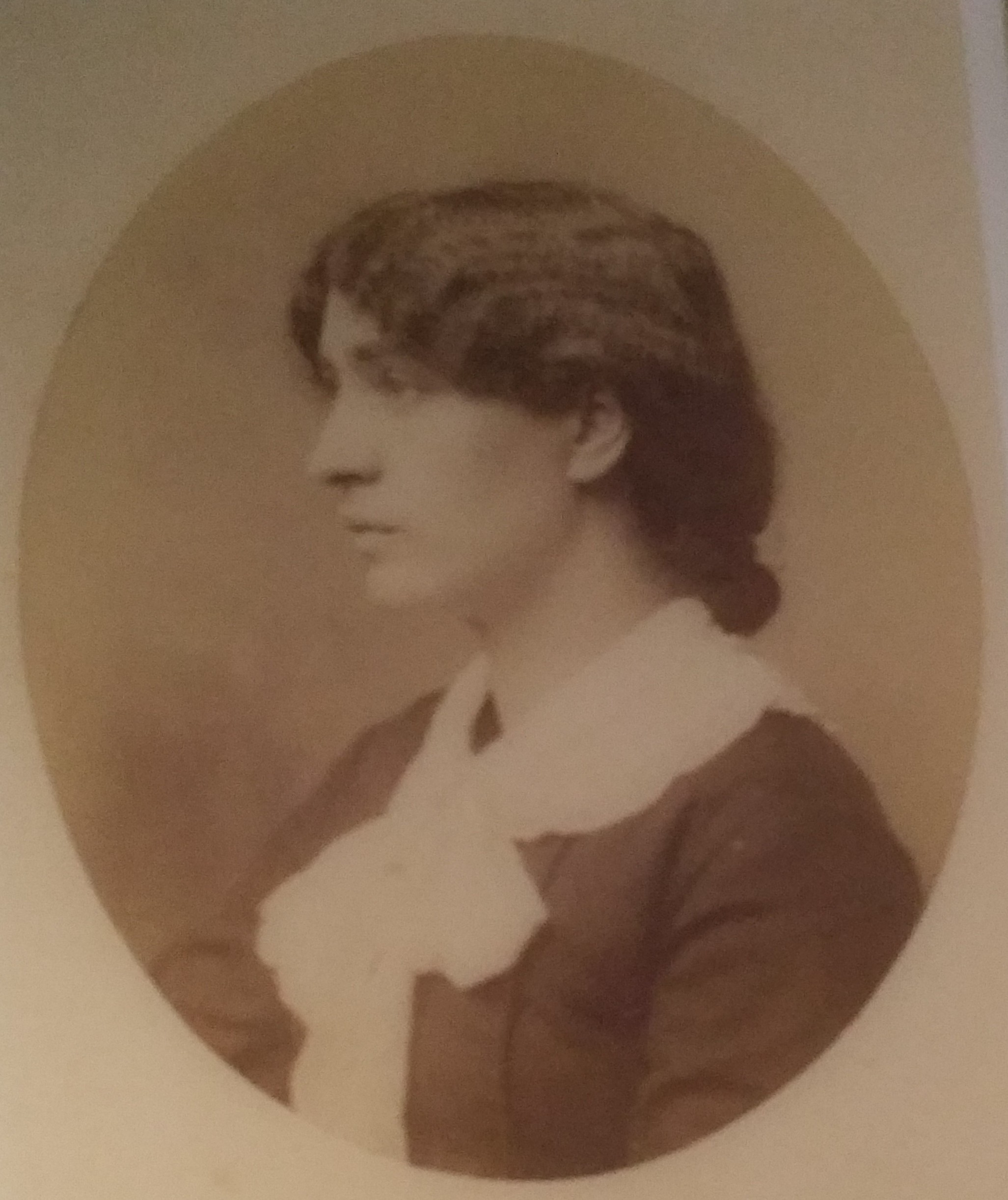
1860年代、ロンドン

1857年10月、ジェーン・バーデンは妹のエリザベス（"ベッシー"）とオックスフォードでドゥルリー・レーン劇団の芝居を観劇していた時、ちょうど劇場に来ていたダンテ・ゲイブリエル・ロセッティとエドワード・バーン＝ジョーンズ に見出された。ロセッティとバーン＝ジョーンズは、当時、アーサー王伝説を題材にしてオックスフォード・ユニオン壁画を制作していたグループのメンバーだった。ジェーンの美しさに感銘を受けた二人は彼女にモデルになるよう依頼した。ジェーンはまず、王妃グィネヴィアの壁画を制作していたロセッティのモデルになり、次に油彩『麗しのイズー』La Belle Iseult（テート・ギャラリー所蔵）を制作していたモリスのモデルになった。モリスもロセッティと同じく、ジェーンをモデルにして王妃グィネヴィアを描いたのである。この間にモリスはジェーンと恋に落ち、婚約した。
ジェーン・バーデンはほとんど教育を受けておらず、おそらく女中奉公にでるべく育てられたものと見られている。モリスと婚約した後、彼女は個人教授を受けた。ジェーンは鋭い知性を持っており、自分を創り変えていった。貪るように本を読み、フランス語と、のちにはイタリア語にも流暢になった。彼女はまたピアノの演奏も巧みであり、クラシック音楽の造詣も深かった。ジェーンの仕種や話しぶりが洗練されたものになったので、同時代の人々は彼女のことを「女王のような」と形容するほどであった。晩年の彼女は上流階級に加わったとしても困らないほどの気品を身につけていた。バーナード・ショーの劇『ピグマリオン』 Pygmalion (1914年)の登場人物、イライザのモデルとも言われている。

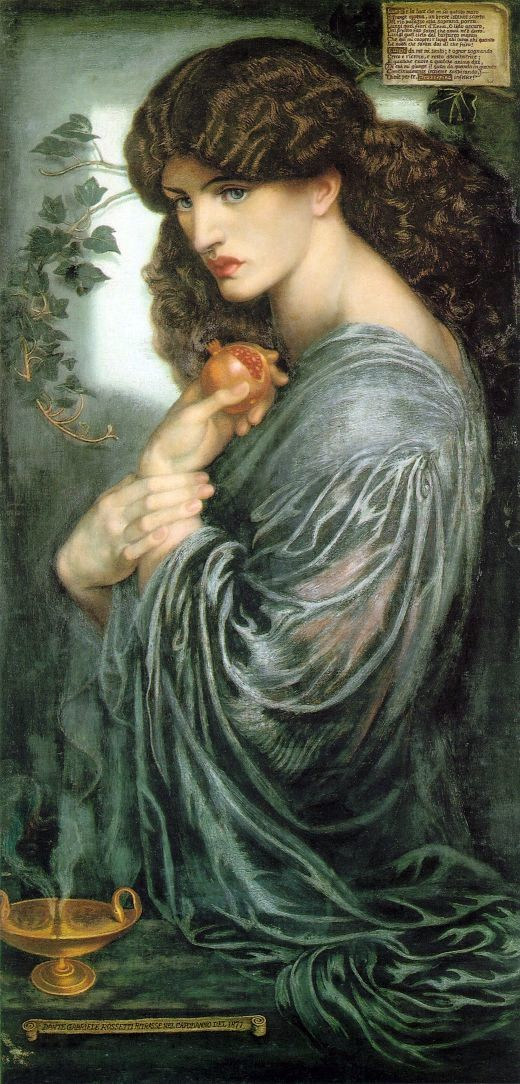
ダンテ・ゲイブリエル・ロセッティ作 『プロセルピナ』(1874年)

ジェーンは、1859年4月26日、オックスフォードのセント・マイケル教会においてウィリアム・モリスと結婚した。当時、彼女の父親はオックスフォード、ホリウェル・ストリート65番地の厩舎で別当をしていたという。
ジェーン・バーデンとウィリアム・モリスはまず、ケント、ベクスレイヒースのレッドハウスに住んだ。この間に彼らはジェーン・アリス（”ジェニー”）(1861年1月生まれ）と後に父の本の編集者になるメアリー（”メイ”)（1862年3月-1938年）の二人の娘をもうけた。この後、一家はロンドンのクイーンズ・スクエアに移り、また後に、主たる住居となるハマースミスのケルムスコット・ハウスに移った。1871年、モリスとロセッティは、オックスフォードシャーとウィルトシャーの州境にあるグロスタシャーのケルムスコット・マナーを共同名義で賃借した。この屋敷は現在一般に公開されている。契約してすぐに、モリスはアイルランドに向けて旅立った。ロセッティとジェーンはこの美しい屋敷に残り、家具調度を整えながらその夏を共に過ごした。ケルムスコット・マナーの賃借はジェーンとロセッティの関係に配慮して、彼ら全員をスキャンダルから守るためのものであったと考えられている。
ジェーン・モリスは画家ダンテ・ゲイブリエル・ロセッティに深い愛情を感じるようになり、また、彼のお気に入りのミューズになった。二人の関係は1865年に始まり、親密さの程度は変化したが、1882年のロセッティの死まで続いたと考えられている。彼らは深い愛情で互いに結びついていた。ロセッティはジェーンからインスピレーションを得て詩を書き、絵画では、彼の後期の最高傑作のいくつかを描いた。ジェーンはロセッティがクロラール依存であることに気づき、彼の不眠症治療を助けた。この件以来ジェーンはロセッティから一定の距離をおくようになったが、彼が1882年に亡くなるまで二人は連絡を取りあった。
1884年、ジェーンは、親しい友人であり、後にカーライル伯爵夫人になるロザリンド・ハワードの家で催されたパーティで、詩人で政治活動家のウィルフレッド・スキャウェン・ブラントと出会った。二人はすぐにひかれ合ったとされており、遅くとも1887年までには恋愛関係になっている。 彼らの性的な関係は1894年まで続き、その後もジェーンの死まで二人は親しい友人だった。
ジェーン・モリスはアイルランド自治運動の熱心な支持者であった。死の数ヶ月前、彼女は娘たちの将来のためにケルムスコット・マナーを買い取ったが、その屋敷を再び訪れることはなかった。
ウィリアム・モリスは1896年10月3日、ロンドン、ハマースミスのケルムスコット・ハウスにて死去。ジェーンは、1914年1月26日、バースのブロック・ストリート5番地に滞在中に死去した。

## ギャラリー

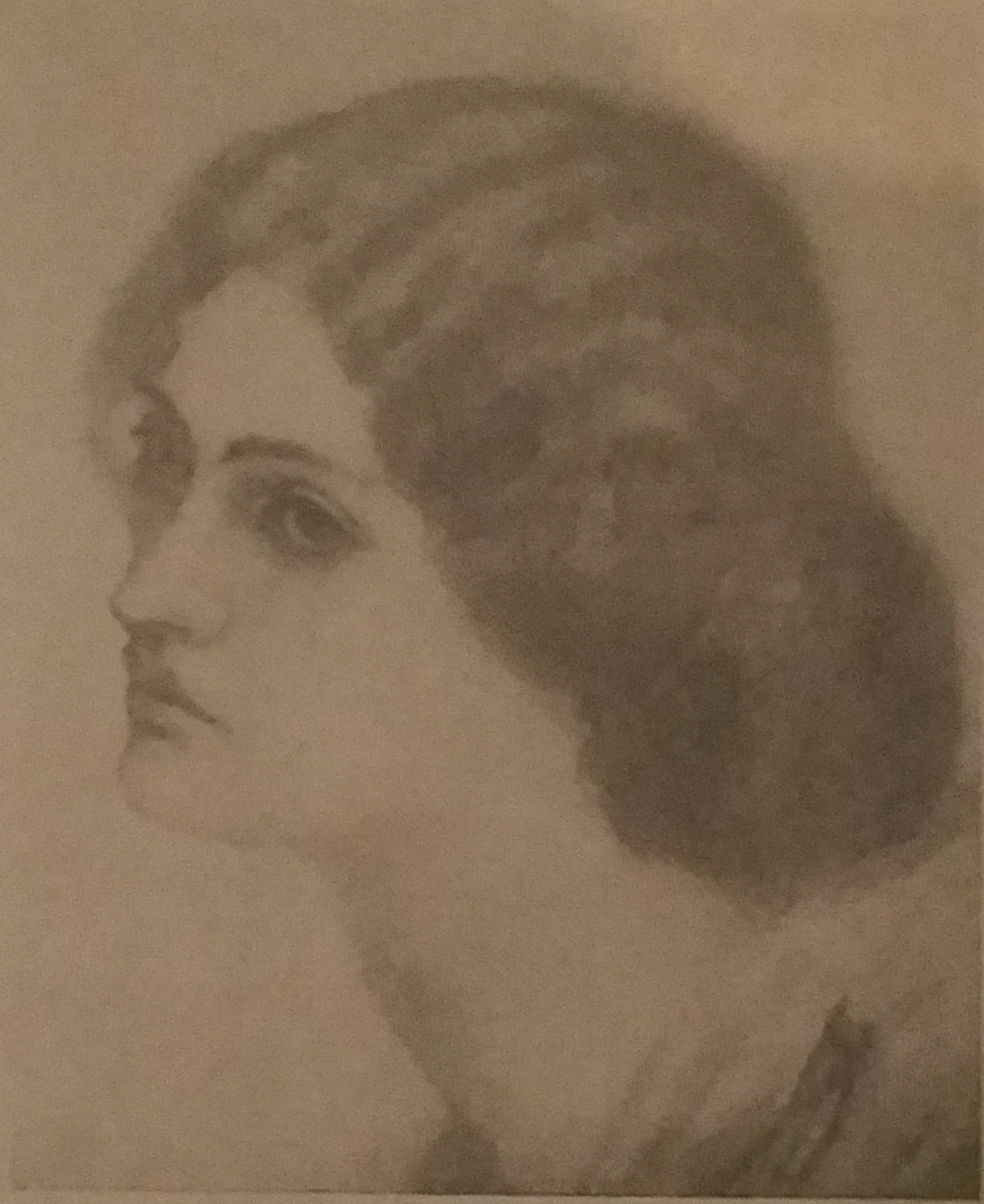
ウィリアム・モリス作。婚約中に18歳のジェーン・バーデンを描いたスケッチ
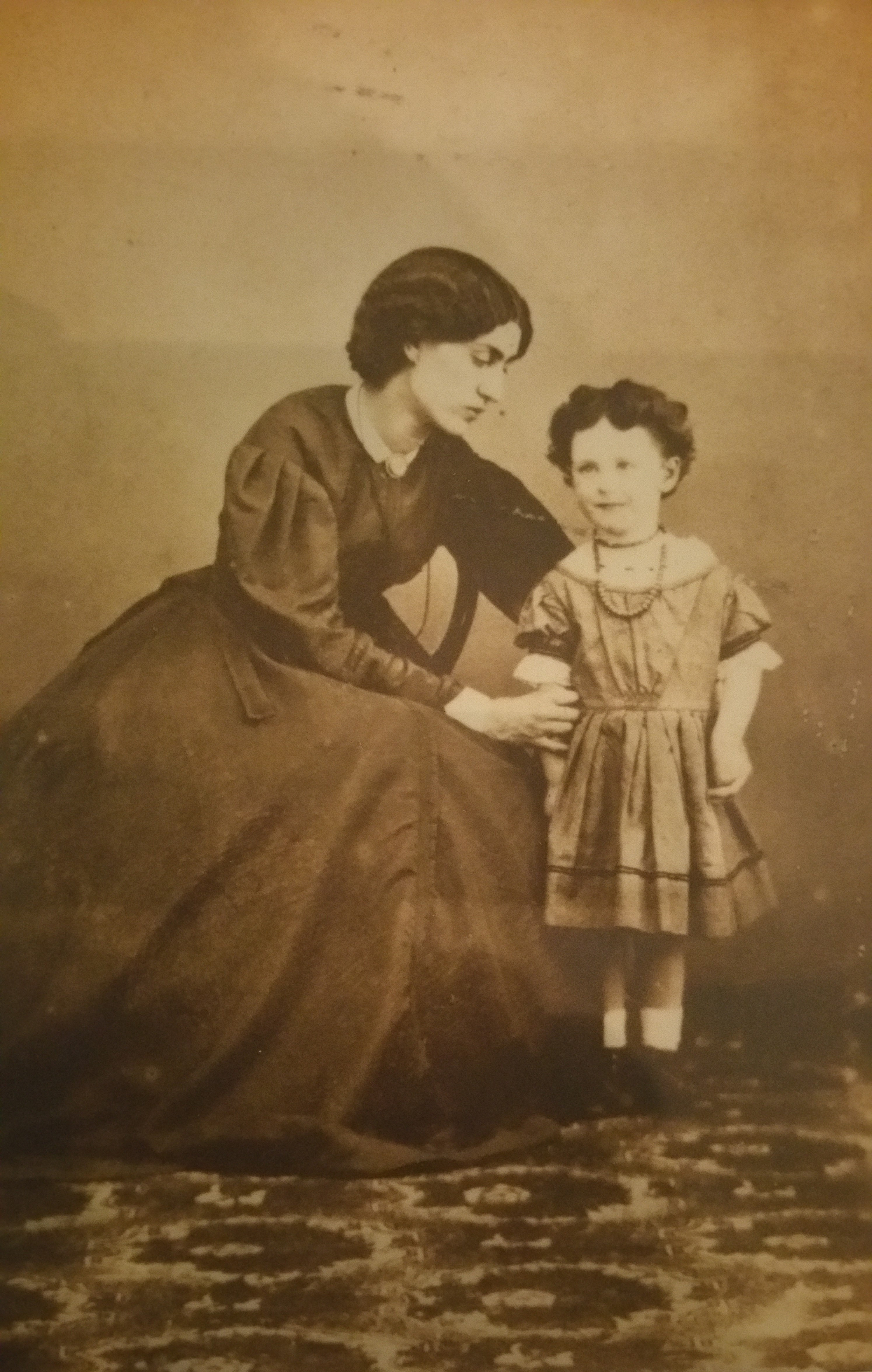
長女ジェーン・アリス・モリス（英語版）と。1864年
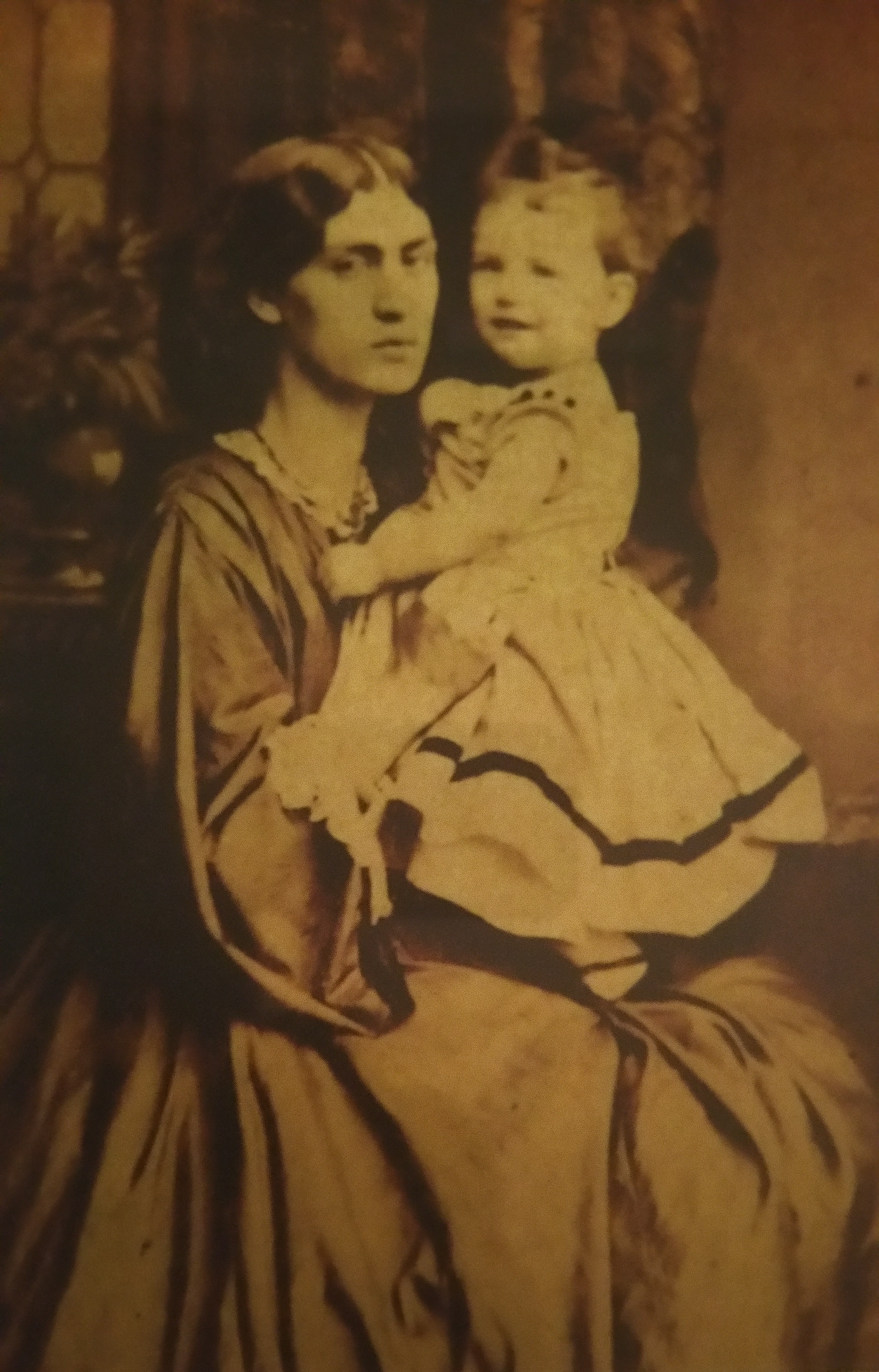
次女メイ・モリス（英語版）と。1865年
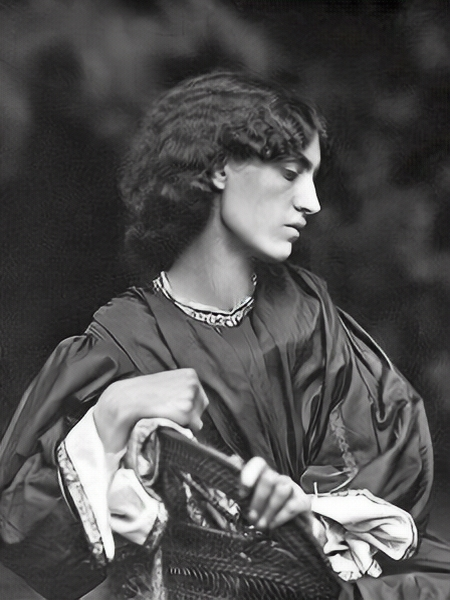
ジョン・ロバート・パーソンズ（英語版）撮影、1865年
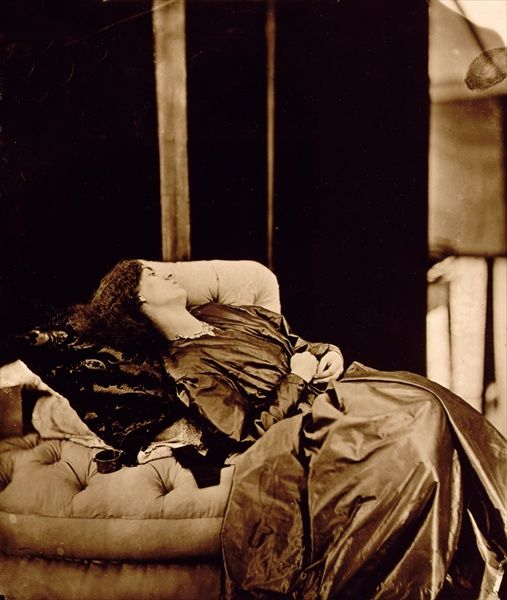
ジョン・ロバート・パーソンズ撮影、1865年
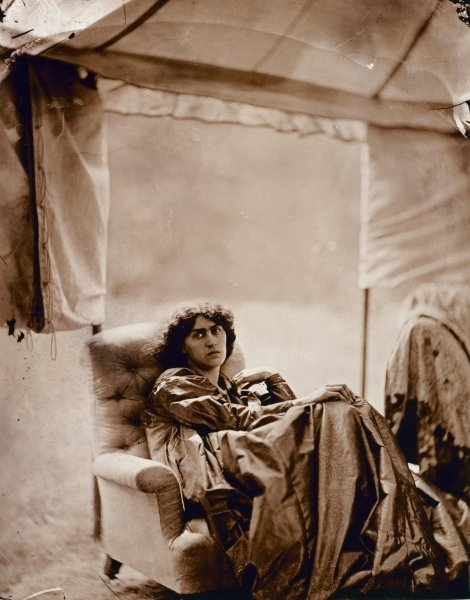
ジョン・ロバート・パーソンズ撮影、1865年
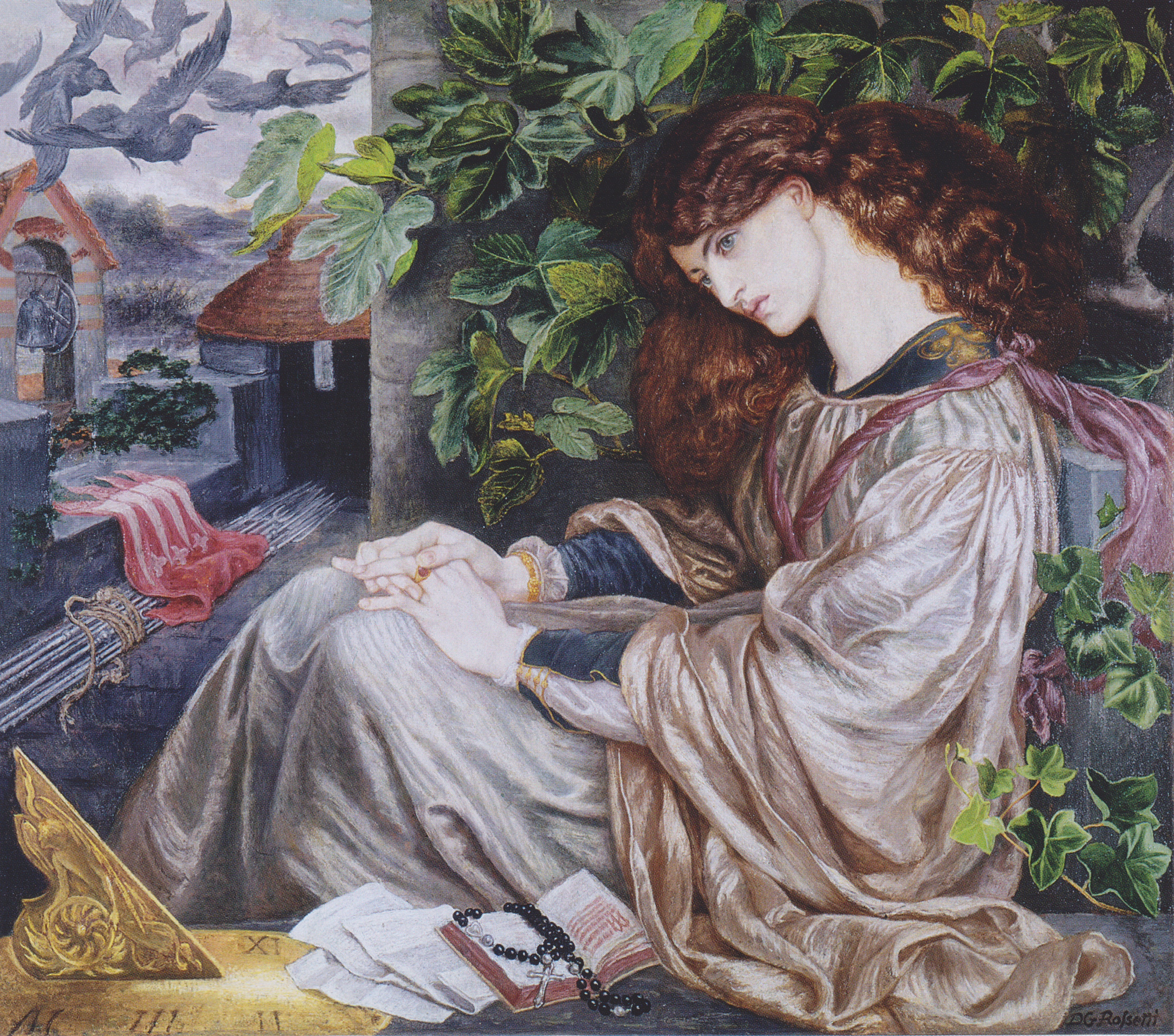
Pia de' Tolomei。ロセッティ作、1868年
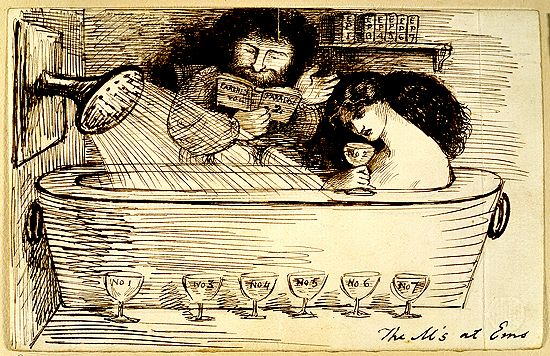
「入浴中のジェーンと読み聞かせをするウィリアム・モリス」。ロセッティ作、1869年
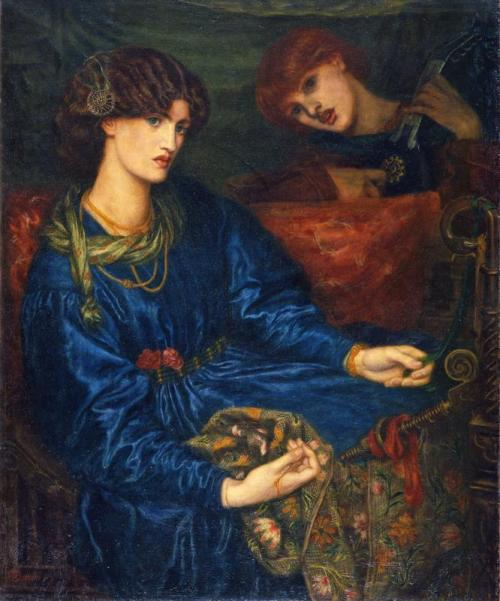
『尺には尺を』のマリアナ役。ロセッティ作、1870年
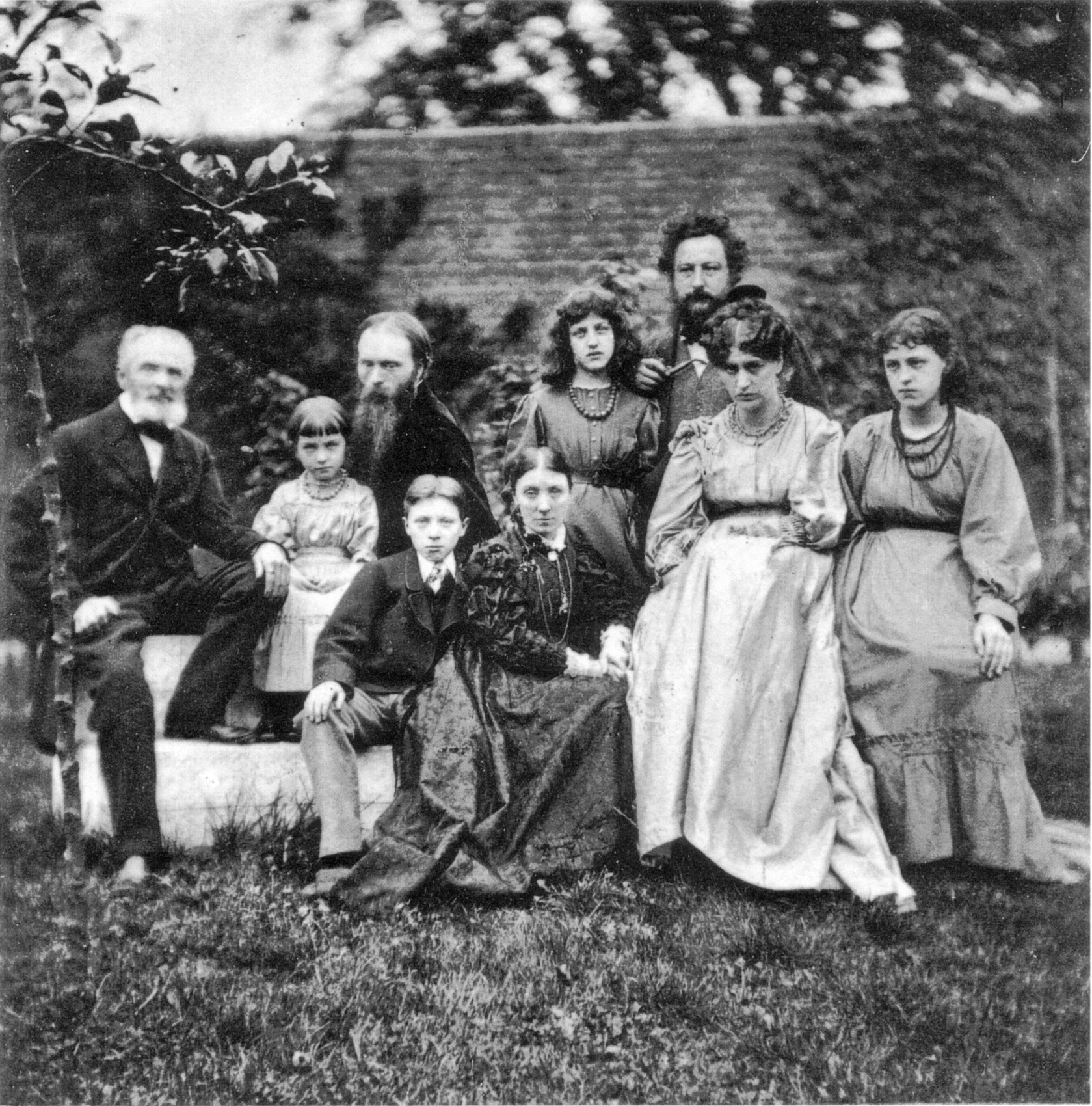
モリス一家とエドワード・バーン＝ジョーンズ一家。右からジェーン・アリス・モリス（英語版）、ジェーン・モリス、ウィリアム・モリス、メイ・モリス。1874年
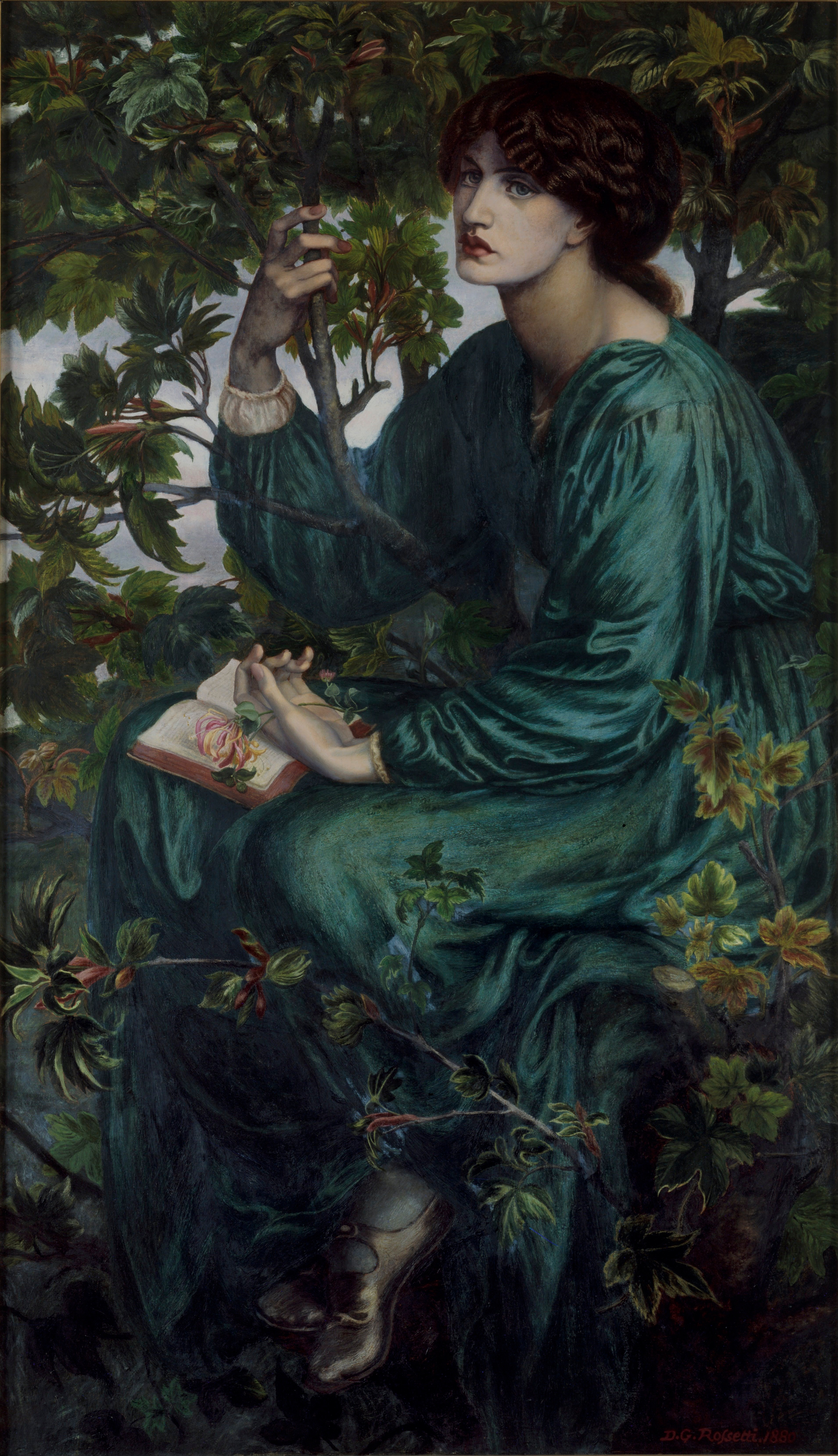
The Day Dream。ロセッティ作、1880年
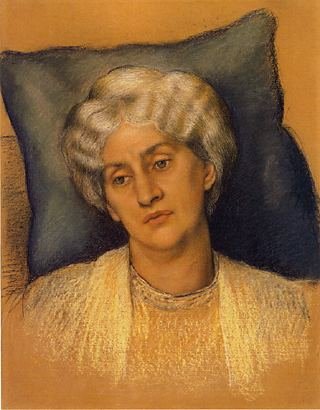
イーヴリン・ド・モーガン作、1904年

## 作品リスト
本人の手による刺繍作品:
- バッグ、1878年。ヴィクトリア&アルバート博物館、ロンドン。
- The Legend of Good Women 刺繍パネル、1880年代。エリザベス・バーデンとの共作、カースル・ハワード[2]。
- Honeysuckle embroidery, スイカズラの刺繍、シルク・リネン。1876年にデザイン、1880年代に作成。ウィリアム・モリス・ギャラリー、ロンドン[5]。

### モデルを務めた作品
ダンテ・ゲイブリエル・ロセッティの作品
- The Blue Silk Dress, 1868年
- 『プロセルピナ』Persephone or Proserpine 1874年
- 『アスタルテ・シリアーカ』Astarte Syriaca 1875–79年 マンチェスター市立美術館
- 『ベアトリーチェ』(ジェーン・モリスの肖像）Beatrice, a Portrait of Jane Morris 1879年 油彩
- The Day Dream 1880年 油彩 ロンドン ヴィクトリア&アルバート博物館
- La Donna della Fiamma  (炎の女)1877年 色チョーク マンチェスター市立美術館
- 『ラ・ドンナ・デッラ・フィネストラ』(窓辺の淑女) La Donna della Finestra 1879年 油彩 アメリカ、ハーバード大学付属 フォッグ美術館
- 『ラ・ドンナ・デッラ・フィネストラ』(窓辺の淑女) La Donna Della Finestra  1881年 (未完)
- 『ジェーン・モリス』Jane Morris 1860年頃 鉛筆
- 『ジェーン・モリス』Jane Morris 1865年
- 『マリアナ』Mariana 1870年 アバディーン美術館.
- 『パンドラ』Pandora 1869年
- 『パンドラ』Pandora 1871年
- 『ラ・ピア・デ・トロメイ』La Pia de' Tolomei 1866-1870年 油彩 カンサス州立大学付属スペンサー美術館
- 『モリス夫人の肖像』Portrait of Mrs William Morris
- 『ジェーン・モリスの肖像』Portrait of Jane Morris 1858年 ペン
- 『プロセルピナ』Proserpine 1873–1877年 油彩 ロンドン、テート・ギャラリー
- 『レヴェリー』Reverie 1868年 チョーク オックスフォード アシュモレアン博物館
- The Roseleaf 1865年 鉛筆
- Study of Guinevere for "Sir Lancelot in the Queen's Chamber" 1857年

ロセッティ撮影によるジェーン・バーデンの写真 .
ウィリアム・モリスの作品
- 『王妃グィネヴィアあるいは麗しのイズー』Queen Guinevere, also called La Belle Iseult 1858年  油彩

エドワード・バーン＝ジョーンズ作
- オックスフォード大学クライストチャーチの作品を含む多くのステンドグラス作品

イーヴリン・ド・モーガンの作品
- Portrait of Jane Morris 1904年

ジェーン・モリスがモデルだと推定される作品 (ロセッティ作）
- 『魔性のヴィーナス』Venus Verticordia  油彩 1863-1868年　ボーンマス、ラッセルコート美術館